# Base Aérea Militar Cóndor
La Base Aérea Militar Cóndor (BAM Cóndor) fue una unidad operativa de la Fuerza Aérea Argentina en el Aeródromo de Pradera del Ganso, Islas Malvinas.

## Creación
La Base Aérea Militar Cóndor fue creada el 15 de abril de 1982 en el Aeródromo de Pradera del Ganso.

## Defensas
La defensa antiaérea de la BAM Cóndor se constituyó inicialmente por seis cañones Rheinmetall 20 mm con un radar Elta de la FAA, más una batería de Oerlikon 35 mm con un director de tiro Skyguard del Ejército Argentino. El día 9 de mayo se incorporaron dos lanzamisiles 9K32 Strela-2.
El día 29 de abril doce aviones IA-58 Pucará fueron desplegados a la BAM Cóndor, previendo un ataque masivo a la BAM Malvinas; los Pucará estaban a órdenes del Centro de Información y Control para misiones de reconocimiento ofensivo y ataque a objetivos terrestres.

## Historia
El 1 de mayo la Fuerza de Tareas británica, a través de aviones Vulcan de la isla Ascensión y Sea Harrier del portaaviones Hermes, atacó a la Guarnición argentina. Tres Sea Harrier liderados por el teniente comandante Frederiksen, a las 08:31 horas (UTC-3), atacaron a la BAM Cóndor con bombas de 1000 libras. A raíz del ataque un Pucará fue destruido en tierra, muriendo su piloto y siete suboficiales que prestaban apoyo al mismo.
A las 09:10 horas despegó un CH-47 Chinook cargado con trece heridos para dejarlos en Puerto Argentino; uno de los heridos murió durante el vuelo.
El 2 de mayo se modificó la posición del puesto de comando, de la artillería antiaérea y del radar.
El 4 de mayo tres Harrier llevaron a cabo un ataque sobre la BAM Cóndor; uno fue derribado por los cañones de 35 mm del Ejército, muriendo el piloto. El segundo avión fue alcanzado por proyectiles de 20 mm de la artillería de la Fuerza Aérea y abandonó la zona. El tercer avión abortó el ataque ante el fuego de 20 mm.